# Moravské Budějovice
Moravské Budějovice är en stad i Tjeckien.   Den ligger i regionen Vysočina, i den sydöstra delen av landet, 150 km sydost om huvudstaden Prag. Moravské Budějovice ligger 467 meter över havet och antalet invånare är 7 971.
Terrängen runt Moravské Budějovice är platt. Runt Moravské Budějovice är det ganska tätbefolkat, med 83 invånare per kvadratkilometer. Närmaste större samhälle är Třebíč, 18,8 km norr om Moravské Budějovice. Trakten runt Moravské Budějovice består till största delen av jordbruksmark.